# Carlos Castaneda
Carlos Castañeda (n. 25 decembrie 1925, Cajamarca, Peru – d. 27 aprilie 1998, Los Angeles, California, SUA) a fost un scriitor american. Începând cu Învățăturile lui Don Juan în 1968, Castaneda a scris o serie de cărți care pretind să descrie pregătirea în șamanism pe care a primit-o sub tutela unui „om al cunoașterii” Yaqui pe nume don Juan Matus.
Primele trei cărți ale lui Castaneda — Învățăturile lui Don Juan, Cealaltă realitate și Călătorie la Ixtlan — au fost scrise în timp ce era student la antropologie la Universitatea din California, Los Angeles (UCLA). El a scris că aceste cărți erau relatări etnografice care descriu ucenicia sa cu un „Om al Cunoașterii” tradițional identificat ca don Juan Matus, un indian Yaqui⁠(d) din nordul Mexicului. Veridicitatea acestor cărți a fost pusă la îndoială după publicarea lor și acum sunt considerate pe scară largă a fi fictive. Castaneda a primit diplomele sale de licență și de doctorat pe baza lucrărilor descrise în aceste cărți.
În momentul morții sale, în 1998, cărțile lui Castaneda s-au vândut în peste opt milioane de exemplare și au fost publicate în 17 limbi.

## Tinerețe
Conform certificatului său de naștere, s-a născut cu numele Carlos César Salvador Arana, la 25 decembrie 1925, în Cajamarca, Peru, fiul lui César Arana și Susana Castañeda. Registrele de imigrare confirmă data și locul nașterii. Castaneda s-a mutat în Statele Unite în 1951 și a devenit cetățean naturalizat la 21 iunie 1957.

## Carieră
Primele trei cărți ale lui Castaneda — Învățăturile lui Don Juan, Cealaltă realitate și Călătorie la Ixtlan  — au fost scrise în timp ce era student la antropologie la Universitatea din California, Los Angeles (UCLA). El a scris că aceste cărți erau relatări etnografice care descriu ucenicia sa cu un „Om al Cunoașterii” tradițional identificat ca don Juan Matus, un indigen Yaqui din nordul Mexicului. Veridicitatea acestor cărți a fost pusă la îndoială după publicarea lor originală, iar acum sunt considerate pe scară largă a fi fictive. Castaneda a primit diplomele sale de licență și doctorat pe baza lucrărilor descrise în aceste cărți.
În 1974, cea de-a patra carte, Povestiri despre putere, a relatat sfârșitul uceniciei sale cu Matus. Castaneda a continuat să fie popular în rândul publicului cititor și au apărut publicații ulterioare care descriu aspecte suplimentare ale pregătirii sale cu don Juan.
Castaneda a scris că don Juan l-a recunoscut ca noul Nagual⁠(d) (magician), sau liderul unui grup de clarvăzători din descendența sa. Matus a folosit și termenul nagual pentru a semnifica acea parte a percepției care se află în tărâmul necunoscutului, dar încă accesibilă de către om, ceea ce înseamnă că, pentru propriul său grup de văzători, Matus era o conexiune cu acel necunoscut. Castaneda s-a referit adesea la acest tărâm necunoscut drept „realitate neobișnuită”.
În timp ce Castaneda era o figură culturală binecunoscută, el a apărut rar pe forumurile publice. El a făcut obiectul unui articol de copertă în numărul din 5 martie 1973 al revistei Time, care l-a descris drept „o enigmă înfășurată într-un mister învelit într-o tortilla”. A existat o controversă când s-a dezvăluit că Castaneda ar fi putut folosi un surogat pentru portretul său de copertă. Corespondentul Sandra Burton, aparent neștiind principiul libertății lui Castaneda privind istoria personală, l-a confruntat în legătură cu discrepanțele din relatarea vieții sale. El a răspuns: „Pentru a-mi cere să-mi verific viața, oferindu-ți statisticile mele... este ca și cum ai folosi știința pentru a valida vrăjitoria. Ea lasă lumea fară magia ei și face repere din noi toți.” În urma acelui interviu, Castaneda s-a retras complet din ochii publicului până în anii 1990.

### Don Juan Matus
Cercetătorii au dezbătut „dacă Castaneda a servit de fapt ca ucenic al presupusului vrăjitor Yaqui don Juan Matus sau dacă el a inventat întreaga odisee”. Cărțile lui Castaneda sunt clasificate ca non-ficțiune de către editorul lor, deși există un consens în rândul criticilor că sunt în mare măsură, dacă nu complet, fictive.
Autorul și criticul lui Castaneda Richard de Mille⁠(d) a publicat două cărți — Călătoria lui Castaneda: Puterea și alegoria și Dosarul Don Juan — în care a susținut că don Juan era imaginar. Călătoria lui Castaneda include, de asemenea, 47 de pagini de citate pe care Castaneda le-a atribuit lui don Juan, care proveneau de fapt dintr-o varietate de alte surse, inclusiv articole din reviste antropologice și chiar scriitori cunoscuți precum Ludwig Wittgenstein și C. S. Lewis. Totuși, opera lui De Mille a fost, de asemenea, criticată. Walter Shelburne susține - „cronica lui Don Juan nu poate fi o relatare literalmente adevărată”.
Conform cercetărilor lui Jay Fikes în Mexic, Castaneda a petrecut ceva timp cu Ramón Medina Silva, un mara'akame (șaman) Huichol⁠(d) și artist care ar fi putut inspira personajul don Juan. Silva a fost ucis în timpul unei certe în 1971.

### Tensegritate
În anii 1990, Castaneda a început din nou să apară în public pentru a promova Tensegritatea, descrisă în materialele promoționale ca „versiunea modernizată a unor mișcări de treceri magice dezvoltate de șamanii indigeni care au trăit în Mexic în vremuri înainte de cucerirea spaniolă”.
Castaneda, împreună cu Carol Tiggs, Florinda Donner-Grau⁠(d) și Taisha Abelar⁠(d), au creat Cleargreen Incorporated în 1995, al cărei scop declarat a fost „sponsorizarea atelierelor, cursurilor și publicațiilor Tensegrity”. Seminariile de tensegritate, cărțile și alte mărfuri au fost vândute prin Cleargreen.

## Viață personală
Castaneda s-a căsătorit cu Margaret Runyan în Mexic în 1960, conform memoriilor lui Runyan. El este menționat ca tată pe certificatul de naștere al fiului lui Runyan, C.J. Castaneda, deși tatăl biologic era un bărbat diferit.
Într-un interviu, Runyan a spus că ea și Castaneda au fost căsătoriți între 1960 și 1973; cu toate acestea, Castaneda a ascuns dacă căsătoria a avut loc, iar certificatul său de deces a arătat că nu a fost căsătorit niciodată.

## Deces
Castaneda a murit la 27 aprilie 1998  la Los Angeles din cauza complicațiilor cauzate de cancerul hepatocelular. Nu s-a ținut un serviciu public; a fost incinerat, iar cenușa a fost trimisă în Mexic. Moartea sa a fost necunoscută două luni, abia la 19 iunie 1998 a apărut în Los Angeles Times un necrolog al scriitorului J. R. Moehringer⁠(d).
La patru luni după moartea lui Castaneda, C. J. Castaneda, cunoscut și sub numele de Adrian Vashon, al cărui certificat de naștere îl arată pe Carlos Castaneda ca tatăl său, a contestat autenticitatea testamentului lui Castaneda în procesul de succesiune, dar fără succes.  Certificatul de deces al lui Carlos afirmă că a avut encefalopatie metabolică cu 72 de ore înainte de moartea sa, dar se presupune că testamentul a fost semnat 48 cu câteva ore înainte de moartea lui Castaneda.